# Белохвостый крот
Белохвостый крот (Parascaptor leucurus) — вид млекопитающих семейства Talpidae. Этот вид —эндемик Восточной Азии. Это единственный вид в роде Parascaptor. 
Ареал этого вида охватывает пограничные районы Индии, Мьянмы и Китая. Белохвостые кроты обитают как в холмистой местности, так и на равнинах, как в низинных, так и в высокогорных районах. Это небольшой представитель кротов. Как и у всех представителей трибы настоящих кротов (Talpini), у белохвостого крота цилиндрическое тело, короткая почти незаметная шея и лопатообразные передние конечности. Название вида произошло от белой шерсти на хвосте, которая выделяется на фоне темного черно-коричневого меха тела. Образ жизни этих животных практически не изучен, но они ведут активный образ жизни под землей. Первое научное описание белохвостого крота было опубликовано Эдвардом Блитом в 1850 году. Род Parascaptor был описан 25 лет спустя Теодором Гиллом. На сегодняшний день вид является единственным представителем рода. Однако генетические и индивидуальные морфологические данные указывают на возможность существования нескольких скрытых видов. Имеется лишь несколько задокументированных находок ископаемых представителей этого вида. Белохвостый крот не считается видом, находящимся под угрозой исчезновения.

## Описание

### Внешний облик
Длина тела белохвостого крота варьирует от 11,5 до 12,6 см. Хвост длиной от 1,0 до 1,4 см, то есть длина хвоста составляет около 8,3–11,8% от длины  тела. Вес - 36,0 - 47,1 г. Во всех остальных отношениях животные во многом схожи с другими представителями трибы настоящие кроты (Talpini). Их тело имеет цилиндрическую (или вальковатую) форму, шея короткая, а передние конечности преобразованы в орудия для копания. Длина "лопат" (ладоней) составляет от 1,4 до 1,6 см, а ширина — от 1,5 до 1,7 см. Длина задней ступни - 1,4–1,5 см. Мех на теле темный черно-коричневый. Хвост имеет форму булавы. Именно он несёт видоспецифичную особенность — белесые волоски. Ещё одной характерной чертой является длинная заостренная морда, на нижней стороне которой имеется голое треугольное пятно.

### Особенности скелета

#### Череп и зубы
Длина черепа составляет от 27,8 до 28,8 мм, ширина в области скуловых дуг — от 9,3 до 9,5 мм. Ширина мозговой коробки на уровне сосцевидных отростков составляет 13,6–14,3 мм. Череп сравнительно изящно сложен, рострум сужается к передней части. Ширина на уровне моляров составляет приблизительно 7,3 мм. Зубной ряд несколько редуцирован из-за потери одного верхнего премоляра в каждом ряду зубов. Число зубцов, таким образом, равно 42, зубная формула:
{\displaystyle I{\frac {3}{3}}C{\frac {1}{1}}P{\frac {3}{4}}M{\frac {3}{3}}=42.}
По сравнению с большинством других представителей настоящих кротов, за исключением короткомордого крота (Scaptochirus), у белохвостый крота отсутствует один из передних одновершинных премоляров. Как и у всех других кротовых, верхний клык увеличен, а нижний кажется маленьким и напоминает резец (резцевидный). Напротив, первый нижний премоляр значительно увеличен и имеет форму клыка (клыковидный). Последние премоляры на верхней и нижней челюстях также кажутся увеличенным. Длина верхнего зубного ряда колеблется от 11,5 до 11,6 мм, нижнего зубного ряда — от 11,1 до 11,5 мм..
Белохвостый крот имеет более свободное сочленение между молоточком и наружной барабанной костью и у него редуцирован или полностью отсутствует круговой апофиз. Parascaptor имеет гипертрофированный молоточек, общую черту с Scaptochirus, но не встречающуюся ни в одном другом роде семейство Talpidae. У него отсутствует мышца, напрягающая барабанную перепонку, у него цельные слуховые барабаны (bulla tympanica)  и расширенная полость среднего уха, которая пневматизирует окружающие базикраниальные кости.

#### Посткраниальный скелет
У белохвостого крота так называемый "европеоидный" таз. Это означает, что отверстие четвертого крестцового позвонка сзади закрыто костным мостиком. Называется этот тип таза так в честь европейского крота (Talpa europaea). Такая форма таза встречается у некоторых евразийских кротов (Talpa). Другие виды рода Talpa имеют так назваемый "цекоидный" таз, в котором костный мостик в значительной степени отсутствует. Прообразом этого типа послужил таз слепого крота (Talpa caeca). Цекоидный таз также обнаружен у восточноазиатских кротов (Euroscaptor), в то время как близкородственный короткомордый крот и могеры (Mogera) имеют так называемый "могеройдный" таз. Последний тип таза характеризуется костным мостиком, который охватывает не только отверстие четвертого, но и пятого крестцового позвонка
.

### Кариотип
Диплоидный набор хромосом равен 2n = 34. Он состоит из девяти метацентрических, четырёх субтелоцентрических и трёх акроцентрических аутосомных пар. X-хромосома среднего размера и метацентрическая. Y-хромосома маленькая и акроцентрическая. Число плеч аутосом (основное число) равно 58. Эти данные были получены для двух животных из Мьянмы. Один крот был добыт около Пийн Оо Лвина (Pyin Oo Lwin) в округ Мандалай (центральная часть страны), второй на крайнем севере Мьянмы у границы с Китаем - деревня Yikyawdi в районе Путао.  Однако экземпляр этого вида из Китая имеет другое число плеч, а именно 64, при том же числе хромосом, что указывает на то, что все хромосомы двуплечие (метацентрические и/или телоцентрические)>.